# Michael Eder
Michael Eder (né en 1961) est un ancien skieur alpin allemand.

## Coupe du Monde
- Meilleur classement final : 24e en 1987.
- Meilleur résultat : 5e.